# Осінь (фільм, 2009)
«Осінь» (англ. Autumn) — канадський постапокаліптичний фільм жаху 2009 р. режисера Стівена Рамбелоу, сценаристів Девіда Муді і Рамбелоу. Головні ролі виконали: Декстер Флетчер, Дікон Толсон, Девід Керрадайн, Антон Бреджак, Лана Каменов, Джоді Вілліс. Флетчер грає вчителя, який повинен вижити в постапокаліптичному світі, населеному зомбі.

## Сюжет
Після вірусного спалаху, що знищив 99 % населення світу, розсіяні виживанці зібралися разом і намагаються боротися з падінням цивілізації. Вони зіткнулися з новою загрозою, коли померлі починають реанімуватися. Спочатку трупи повільно повертають свої почуття, стають чутливішими до зовнішніх стимулів і проявляють ознаки агресії. Виживанці повинні зміцнити себе та захиститися від нападу, спробувати знайти причину, як вижити.

## Ролі
- Декстер Флетчер — Майкл
- Дікон Толсон — Карл
- Лана Каменов — Емма
- Антон Бреджак — Кайл
- Девід Керрадайн — Філіп
- Джоді Вілліс — Джеффріс

## Виробництво
Автору Девіду Муді були пропозиції на екранізацію для двох його романів. Муді розсудив, що Осінь, як невеликий незалежний фільм, має більше шансів на успіх.

### Реліз
Реліз відбувся у 2009 р. на фестивалі Грімм у Великій Британії.

## Критика
Рейтинг на IMDb — 3,1/10.